# Clive Cussler
Clive Eric Cussler (Aurora, Illinois, 15 de julio de 1931-24 de febrero de 2020) fue un escritor de novelas de aventura y un arqueólogo marino aficionado estadounidense.

## Biografía
Clive Cussler creció en Alhambra, California. Asistió al Colegio de la ciudad de Pasadena, California, durante dos años y luego se alistó en la Fuerza Aérea de los Estados Unidos durante la guerra de Corea. Durante su servicio en la Fuerza Aérea ascendió a sargento y trabajó como mecánico e ingeniero de vuelo para el Servicio de Transporte Militar Aéreo.
Clive Cussler estuvo casado con Barbara Knight desde 1955 hasta la muerte de ella en 2003. Juntos tuvieron tres hijos: Teri, Dirk y Dana, quienes le dieron cuatro nietos.
Tras licenciarse de las fuerzas armadas, Cussler trabajó en la industria de publicidad, primero como redactor de material publicitario y luego como director creativo para dos de las agencias de publicidad más importantes de los Estados Unidos. Como parte de su tarea Cussler produjo comerciales para radio y televisión, muchos de los cuales obtuvieron premios internacionales, incluyendo un premio en el Cannes Film Festival, el Festival de Cine Publicitario de Cannes.
A raíz de la publicación en 1996 de su primera obra de no ficción Los Cazadores del Mar, Cussler recibió el título de Doctor en Letras en 1997, otorgado por el Consejo de la State University of New York Maritime College, que aceptó su libro en sustitución de una tesis doctoral. Fue la primera vez en los 123 años de historia de la facultad que se concedió un doctorado de esta manera.
Cussler fue colaborador del Explorers Club de Nueva York, de la Real Sociedad Geográfica en Londres y de la American Society of Oceanographers.

### Trayectoria literaria
Clive Cussler comenzó a escribir en 1965, cuando su mujer tomó un trabajo nocturno en el departamento de policía local donde vivían, en California. Según sus propias palabras, tras preparar la cena para sus hijos y llevarlos a la cama, no tenía nadie a quien hablarle ni nada que hacer, así que decidió comenzar a escribir.
Su más famosa creación es el ingeniero marino, agente del gobierno y aventurero Dirk Pitt. Las novelas de Dirk Pitt con frecuencia toman una perspectiva histórica alternativa, planteándose cuestiones tales como «¿Era real la Atlántida?», o «¿Y si Abraham Lincoln no fue asesinado, sino secuestrado?».
Las dos primeras novelas de Pitt, The Mediterranean Caper (Peligro en el Mediterráneo) y Iceberg, fueron hasta cierto punto thrillers marítimos convencionales. La tercera, Raise the Titanic! (¡Rescaten el Titanic!), creó la reputación de Cussler y estableció el patrón que las novelas de Pitt seguirían con posterioridad: una mezcla de gran aventura y alta tecnología, generalmente implicando a villanos megalómanos, barcos perdidos, mujeres hermosas, y tesoros hundidos.
Las novelas de Cussler, como las de Michael Crichton, son ejemplos de tecno-thrillers que no utilizan argumentos ni contextos militares. Donde Crichton se esfuerza por realismo escrupuloso, de algún modo, Cussler prefiere espectáculos fantásticos y dispositivos tecnológicos como argumento. Las novelas de Pitt, en particular, tienen la calidad déjà-vu de las películas de James Bond o Indiana Jones, y a veces también algún préstamo de las novelas de Alistair MacLean.
Más de 17 títulos consecutivos de Clive Cussler alcanzaron las listas de Best-Seller del New York Times.
Se aprecian signos de la evolución social durante las casi cuatro décadas que Cussler lleva dando vida al aventurero Dirk Pitt; en las primeras novelas, las escenas de acción eran con frecuencia abiertamente violentas. El héroe de la National Underwater and Marine Agency no tenía reparos en acabar con la vida de sus adversarios. Conforme la saga, la línea temporal y el personaje han ido evolucionando, el popular personaje va disminuyendo el contenido violento en sus peleas, para dar paso a una resolución de los problemas más reflexiva y lógica. Asimismo, Cussler ha conseguido dotar al personaje de más sentido del humor conforme la serie ha ido avanzando, dando más protagonismo a la relación que el protagonista de sus novelas mantiene con Al Giordino, así como a diferentes anécdotas reiterativas en las diferentes novelas protagonizadas por estos personajes, tales como el supuesto robo de los puros del almirante Sandecker por parte de Giordino.

### Influencia marina
Como explorador marítimo, Cussler descubrió más de 60 pecios y escribió libros contando historias no ficticias acerca de sus hallazgos. Uno de los casos es el del «cíclope», narrando el hundimiento del SS Leopoldville.
Fundó la National Underwater and Marine Agency (NUMA), una organización sin ánimo de lucro con el mismo nombre que la agencia gubernamental ficticia que emplea a Dirk Pitt. Cussler poseía una importante colección de automóviles clásicos, y muchos de ellos (conducidos por Pitt) aparecen en sus novelas.
El sitio web de Cussler reivindica que la NUMA ha descubierto, entre otros pecios, el del minisubmarino confederado "Hunley". Este extremo lo pone en cuestión E. Lee Spence en su sitio web, quien asegura que fue su equipo quien lo descubrió primero. Ambos parecen tener algún elemento de verdad. A pesar de que Spence afirmó haber encontrado el «Hunley» con un magnetómetro a mediados de la década de 1970, la primera expedición en conseguir pruebas concluyentes fue la que Cussler financió parcialmente en 1995. La expedición de 1995 parece haberse basado, hasta cierto punto, en el trabajo anterior de Spence.
El trabajo de Cussler en la exploración marítima a menudo ha causado polémicas. Su entusiasmo y su falta de tacto diplomático le supusieron algún encontronazo que otro con el mundillo académico, con autoridades locales y nacionales e incluso, como se puede apreciar en su primer trabajo no ficticio, Sea Hunters, con el Servicio Secreto Británico, el Mossad y la CIA. La labor de Cussler y de la NUMA y algunos de sus hallazgos han dado lugar a controversias, aunque Cussler fue el primero en confirmar con pruebas concluyentes la localización de muchos naufragios.

## Adaptaciones cinematográficas
- El primer intento de llevar al cine una novela de Cussler, Raise The Titanic! (1980), fue un fracaso de crítica y público. Este fiasco fue atribuido a un débil guion y a la elección del actor Richard Jordan para el papel de Pitt.
- Paramount Pictures realizó Sahara el 8 de abril del 2005, con la actuación de Matthew McConaughey como Dirk Pitt, Steve Zahn como Al Giordino, William H. Macy como el Almirante Sandecker, y Penélope Cruz como Eva Rojas.

### Novelas de aventura de Dirk Pitt
- 1973, Peligro en el Mediterráneo
- 1975, Iceberg
- 1976, ¡Rescaten el Titanic!
- 1978, Vixen 03
- 1981, Incursión nocturna
- 1983, El triángulo del Pacífico
- 1984, Pánico en la Casa Blanca
- 1986, Ciclope
- 1985, El tesoro de Alejandría
- 1990, Dragon
- 1992, Sahara
- 1994, El oro de los Incas
- 1996, Amenaza bajo el mar
- 1997, El imperio del agua
- 1999, El secreto de la Atlántida
- 2001, La cueva de los vikingos
- 2003, La odisea de Troya
- 2004, Viento letal
- 2006, El tesoro del Khan
- 2010, Tormenta en el ártico
- 2011, El complot de la media luna
- 2014, La flecha de Poseidón
- 2017, Tormenta en la Habana

Existe también un libro de referencia de Dirk Pitt:
- Clive Cussler and Dirk Pitt Revealed (Clive Cussler y Dirk Pitt revelados) (1998)

### Novelas incluyendo los hijos de Pitt, Dirk y Summer
(corealizadas con Dirk Cussler)
- 2004, Black Wind
- 2006, The Treasure of Khan
- 2010, Tormenta en el Ártico
- 2011, El complot de la media luna
- 2017, Tormenta en la Habana

### Novelas de Aventura de Numa Files (Archivos Numa)
(Coescritas con Paul Kemprecos —hasta 2010— y Graham Brown —a partir de 2011—). Esta serie de libros se basa en Kurt Austin, jefe de la división de Proyectos Especiales de Numa, y en sus aventuras. En ellos aparecen algunos personajes de las novelas de Pitt, tales como Sandecker, Rudi Gunn, Hiram Yager y St. Julien Perlmutter. Pitt hace breves apariciones en los libros Serpent, White Death y Polar Shift.
- Serpent (Serpiente) (1999)
- Blue Gold (Oro azul) (2000)
- Fire Ice (Hielo ardiente) (2002)
- White Death (Muerte blanca) (2003)
- Lost City (La ciudad perdida) (2004)
- Polar Shift (Crisis polar) (2005)
- The Navigator (El navegante) (2007)
- Medusa (Medusa) (2010)
- Devil's Gate (La guarida del diablo) (2011)
- The Storm (La Tormenta) (2012)
- Zero Hour (Hora cero) (2013)
- Ghost Ship (El buque fantasma) (2014)
- The Pharaoh's Secret (El enigma del Faraón) (2015)

### Archivos Oregon
(Coescritos con Craig Dirgo los dos primeros, y con Jack DuBrul los siguientes). Archivos Oregon (The Oregon Files) se basan en The Oregon, que aparece en Flood Tide. Aparenta ser un carguero decrépito, pero es en realidad un barco de alta tecnología usado por La Corporación, bajo el liderazgo de Juan Cabrillo. El barco funciona como un negocio, con su tripulación de accionistas, aceptando encargos de la CIA y otras agencias para evitar el terrorismo y otros crímenes. La tripulación es experta en disfraces, combate, pirateo informático y demás para cumplir sus misiones. Ambos, Kurt Austin y Dirk Pitt hacen un cameo en su cuarto libro, Skeleton Coast.
- 2003, El buda de oro
- 2004, La piedra sagrada
- 2005, Alerta nocturna
- 2006, La costa de los diamantes
- 2008, Secta Letal
- 2010, Corsario
- 2010, El mar del Silencio
- 2012, La Selva
- 2014, El barco fantasma

### Las Aventuras de Fargo
(Clive Cussler con Grant Blackwood).
- 2009, El oro de Esparta
- 2010, Imperio perdido
- 2011, El Reino
- 2012, Las Tumbas
- 2013, The Mayan Secrets 'El secreto Maya'
- 2014, The Eye of Heaven
- 2015, The Solomon Curse
- 2017, The Romanov Ransom

### No Ficticios
- The Sea Hunters: True Adventures With Famous Shipwrecks (Exploradores del Mar: Las Aventuras Con Famosos Naufragios) (1996).
- The Sea Hunters II: Diving the World's Seas for Famous Shipwrecks (Exploradores del Mar: Navegando los Mares del Mundo en busca de Famosos Naufragios) (2002).
- Clive Cussler and Dirk Pitt Revealed (Clive Cussler y Dirk Pitt Revelados) (1998).

### Novelas de aventura de Isaac Bell
- 2007, La caza
- 2009, Sabotaje
- 2010, El espía
- 2011, La carrera del siglo
- 2012, El ladrón
- 2013, El aprendiz
- 2014, El contrabandista
- 2015, El asesino
- 2016, El gánster

### Libros Infantiles
- The Adventures of Vin Fiz (2006).

## Curiosidades
- El mismo Cussler es un personaje recurrente en sus novelas. Su primera aparición fue en Dragon, donde el cameo es muy poco apreciable; después de eso ha aparecido en casi todas sus demás obras, siempre como un deus ex machina que se introduce en la historia en el momento adecuado y en el lugar adecuado. Irónicamente, luego los personajes no parecen recordar su nombre, aunque admiten siempre que ya lo han visto en algún lugar.
- Un nombre recurrente en sus novelas es Leigh Hunt (excepto en Pacifix Vortex, donde un personaje es llamado Leigh Hunter en vez de Hunt). Cussler declaró que Leigh Hunt es un homenaje a un amigo suyo del mismo nombre fallecido en 2007.
- El nombre completo de Pitt, Dirk Eric Pitt, está basado en el nombre del hijo de Clive y coautor de algunas de sus novelas, Dirk Cussler, y en el segundo nombre de Clive, Eric.
- El barco Oregon está basado en el buque de entrenamiento de State University of New York Maritime College, el TS Empire State VI, cuyo nombre original fue SS Oregon.
- El 9 de agosto de 2001, una expedición encabezada por Clive Cussler (representante de NUMA) y el productor canadiense John Davis anunció el hallazgo de los restos de un navío en la isla de la Gonâve, Haití. El arqueólogo James P. Delgado identificó los restos como los del Mary Celeste.